# Wereldkampioenschappen atletiek 1999 – marathon
Het IAAF wereldkampioenschap van 1999 werd in Sevilla gehouden. De mannen liepen op 28 augustus 1999 en de vrouwen op 29 augustus 1999.

## Uitslagen

### Mannen
| rang   | naam                 | land | tijd    |
| ------ | -------------------- | ---- | ------- |
| Goud   | Abel Antón           | ESP  | 2:13.36 |
| Zilver | Vincenzo Modica      | ITA  | 2:14.03 |
| Brons  | Nobuyuki Sato        | JPN  | 2:14.07 |
| 4      | Luís Novo            | POR  | 2:14.27 |
| 5      | Danilo Goffi         | ITA  | 2:14.50 |
| 6      | Atsushi Fujita       | JPN  | 2:15.45 |
| 7      | Koji Shimizu         | JPN  | 2:15.50 |
| 8      | Martín Fiz           | ESP  | 2:16.17 |
| 9      | Simon Biwott         | KEN  | 2:16.20 |
| 10     | Daniele Caimmi       | ITA  | 2:16.23 |
| 11     | Gezahegne Abera      | ETH  | 2:16.42 |
| 12     | Gemechu Kebede       | ETH  | 2:16.44 |
| 13     | Ambesse Tolosa       | ETH  | 2:16.45 |
| 14     | El Mostafa Damaoui   | MAR  | 2:16.49 |
| 15     | Gert Thys            | RSA  | 2:17.13 |
| 16     | Simon Mphulanyane    | RSA  | 2:17.38 |
| 17     | Makhosonke Fika      | RSA  | 2:17.47 |
| 18     | Akira Maina          | JPN  | 2:17.56 |
| 19     | Jean-Pierre Monciaux | FRA  | 2:18.07 |
| 20     | Roberto Barbi        | ITA  | 2:18.13 |
| 21     | Jae-Young Hyung      | KOR  | 2:18.19 |
| 22     | Nikolaos Pollias     | GRE  | 2:18.27 |
| 23     | Mohamed Ouaadi       | FRA  | 2:18.45 |
| 24     | Rod de Haven         | USA  | 2:20.18 |
| 25     | Giovanni Ruggiero    | ITA  | 2:19.34 |

### Vrouwen
| rang   | naam                      | land | tijd    |
| ------ | ------------------------- | ---- | ------- |
| Goud   | Jong Song-ok              | PRK  | 2:26.59 |
| Zilver | Ari Ichihashi             | JPN  | 2:27.02 |
| Brons  | Lidia Slavuteanu-Simon    | ROU  | 2:27.41 |
| 4      | Fatuma Roba               | ETH  | 2:28.04 |
| 5      | Elfenesh Alemu            | ETH  | 2:28.52 |
| 6      | Sonja Oberem-Krolik       | GER  | 2:28.55 |
| 7      | Manuela Machado           | POR  | 2:29.11 |
| 8      | Kayoko Obata              | JPN  | 2:29.11 |
| 9      | Claudia Dreher            | GER  | 2:29.22 |
| 10     | Chang-ok Kim              | PRK  | 2:29.26 |
| 11     | Esther Wanjiru            | KEN  | 2:29.36 |
| 12     | Sun Yingjie               | CHN  | 2:30.12 |
| 13     | Florina Pana              | ROU  | 2:30.28 |
| 14     | Firiya Sultanova-zhdanova | RUS  | 2:30.45 |
| 15     | Ana Isabel Alonso         | ESP  | 2:31.38 |
| 16     | Junko Asari               | JPN  | 2:31.39 |
| 17     | Mayumi Ichikawa           | JPN  | 2:32.01 |
| 18     | Marie Soderstrom-lundberg | SWE  | 2:35.25 |
| 19     | Constantina Diţă          | ROU  | 2:36.28 |
| 20     | Silvana Trampuz           | AUS  | 2:36.49 |
| 21     | Mónica Pont               | ESP  | 2:36.57 |
| 22     | Manuela Veith             | GER  | 2:37.24 |
| 23     | Kerryn McCann             | AUS  | 2:38.31 |
| 24     | Anke Laws                 | GER  | 2:38.57 |
| 25     | Alina Tecuta              | ROU  | 2:39.29 |

Helsinki 1983 ·
Rome 1987 ·
Tokio 1991 ·
Stuttgart 1993 ·
Göteborg 1995 ·
Athene 1997 ·
Sevilla 1999 ·
Edmonton 2001 ·
Parijs 2003 ·
Helsinki 2005 ·
Osaka 2007 ·
Berlijn 2009 ·
Daegu 2011 ·
Moskou 2013 ·
Peking 2015 ·
Londen 2017 ·
Doha 2019·
Eugene 2022